# Persone di nome Anna/Cantanti
| Questa pagina contiene informazioni ricavate automaticamente dalle voci biografiche con l'ausilio del template Bio e di un bot. L'aggiornamento è periodico e automatico e ricostruisce completamente la pagina. Se manca una persona in questa lista, sei pregato di non aggiungerla, ma accertati piuttosto che la sua voce biografica contenga il template Bio e che i dati anagrafici siano correttamente compilati. Se il template Bio manca, inseriscilo tu stesso o, in alternativa, metti l'avviso {{tmp\|Bio}} che ne segnala la mancanza. Se i dati riportati sono sbagliati, correggi direttamente la voce biografica; le modifiche saranno visibili in questa lista entro pochi giorni. Per chiarimenti vedi il progetto antroponimi. La lista contiene solo le 60 persone che sono citate nell'enciclopedia e per le quali è stato implementato correttamente il template Bio. Pagina aggiornata al 6 mag 2025. |

Questa è una lista di persone presenti nell'enciclopedia che hanno il nome Anna e sono cantanti.

## B(6)
- Annie Barbazza, cantante e polistrumentista italiana (Milano, n. 1993)
- Anna Bergendahl, cantante svedese (Stoccolma, n. 1991)
- Anna Book, cantante svedese (Stoccolma, n. 1970)
- Anna Bussotti, cantante italiana (Firenze, n. 1966)
- Anna Marly, cantante francese (Pietrogrado, n. 1917 - Palmer, † 2006)
- Tina Turner, cantante statunitense (Brownsville, n. 1939 - Küsnacht, † 2023)

## C(4)
- Milena Cantù, cantante e compositrice italiana (Milano, n. 1943)
- Anna Carina, cantante e personaggio televisivo peruviana (Lima, n. 1981)
- Anna Clementi, cantante italiana (Roma, n. 1958)
- Anna Margaret, cantante e attrice statunitense (Lecompte, n. 1996)

## D(4)
- Ania, cantante polacca (Chełm, n. 1981)
- Anna Asti, cantante ucraina (Čerkasy, n. 1990)
- Anna D'Amico, cantante italiana (Milano, n. 1938 - Cologno Monzese, † 2003)
- Anna David, cantante danese (Aarhus, n. 1984)

## E(1)
- Anna Eriksson, cantante, compositrice e artista finlandese (Ihode, n. 1977)

## F(4)
- Anna Faroe, cantante faroese (n. 1991)
- Anna Fougez, cantante e attrice italiana (Taranto, n. 1895 - Santa Marinella, † 1966)
- Lalla Francia, cantante italiana (Terni, n. 1955)
- Terese Fredenwall, cantante svedese (Täby, n. 1986)

## G(2)
- Anna German, cantante polacca (Urgench, n. 1936 - Varsavia, † 1982)
- Anneke van Giersbergen, cantante olandese (Sint-Michielsgestel, n. 1973)

## H(4)
- Anna Hanski, cantante finlandese (Helsinki, n. 1970)
- Anna von Hausswolff, cantante, pianista e compositrice svedese (Göteborg, n. 1986)
- Anna Hertzman, cantante svedese (Trelleborg, n. 1987)
- Louise Hoffsten, cantante svedese (Linköping, n. 1965)

## J(4)
- Anna Jantar, cantante polacca (Poznań, n. 1950 - Varsavia, † 1980)
- Anna Maria Jopek, cantante polacca (Varsavia, n. 1970)
- Valerija, cantante russa (Atkarsk, n. 1968)
- Anna Järvinen, cantante finlandese (Helsinki, n. 1970)

## K(2)
- Ania Karwan, cantante polacca (Łaszczów, n. 1985)
- Lolly, cantante britannica (Sutton Coldfield, n. 1977)

## L(3)
- Anna Lesko, cantante moldava (Chișinău, n. 1979)
- Anna Loddo, cantante italiana (Carbonia)
- Saba, cantante, modella e attrice teatrale danese (Addis Abeba, n. 1997)

## M(2)
- Anna Abreu, cantante finlandese (Vantaa, n. 1990)
- Anna Marchetti, cantante italiana (Copparo, n. 1945 - Bologna, † 2015)

## N(2)
- Annagloria, cantante italiana (Senigallia, n. 1955)
- Dasha, cantante statunitense (San Luis Obispo, n. 2000)

## O(3)
- Anna Odobescu, cantante moldava (Dubăsari, n. 1991)
- Anikv, cantante georgiana (Tbilisi, n. 1995)
- Anna Oxa, cantante e conduttrice televisiva italiana (Bari, n. 1961)

## P(3)
- Ottilie Patterson, cantante e pianista britannica (Comber, n. 1932 - Ayr, † 2011)
- Charlotte Perrelli, cantante, attrice e conduttrice televisiva svedese (Hovmantorp, n. 1974)
- Anna Puu, cantante finlandese (Outokumpu, n. 1982)

## R(4)
- Mariska, cantante e rapper finlandese (Helsinki, n. 1979)
- Anna Maria, cantante italiana (Castel Guelfo di Bologna, n. 1945)
- Ania Rusowicz, cantante polacca (n. 1983)
- Anna Rusticano, cantante italiana (Firenze, n. 1954)

## S(4)
- Anna S, cantante svedese (n. 1981)
- Sahlene, cantante svedese (Söderhamn, n. 1976)
- Anna Sedokova, cantante, attrice e conduttrice televisiva ucraina (Kiev, n. 1982)
- Anna Spitz, cantante, attrice e doppiatrice israeliana (Gerusalemme, n. 1988)

## T(4)
- Meja, cantante svedese (Nynäshamn, n. 1969)
- Anna Tatangelo, cantante e personaggio televisivo italiana (Sora, n. 1987)
- Anna Teliczan, cantante polacca (Ostróda, n. 1990)
- Anna Tsuchiya, cantante e attrice giapponese (Tokyo, n. 1984)

## V(2)
- Anna Vissi, cantante cipriota (Larnaca, n. 1957)
- Njuša, cantante russa (Mosca, n. 1990)

## W(2)
- Anna F., cantante austriaca (Friedberg, n. 1985)
- Anna Wyszkoni, cantante e compositrice polacca (Tworków, n. 1980)